# 张立飞
张立飞，北京大学教授，主要从事变质岩石学等方面的研究。入选中华人民共和国教育部第七批"长江学者"特聘教授，曾获得中国教育部科技进步一等奖、教育部高校青年教师奖等奖项。